# Clarke Scholes
Clarke Currie Scholes (ur. 25 listopada 1930 w Detroit, zm. 5 lutego 2010 tamże) – amerykański pływak specjalizujący się w stylu dowolnym, mistrz olimpijski (1952).

## Kariera
Podczas igrzysk olimpijskich w Helsinkach w 1952 roku zdobył złoty medal w konkurencji 100 m stylem dowolnym. W półfinale ustanowił również rekord olimpijski (57,1).
Trzy lata później, na igrzyskach panamerykańskich w Meksyku wywalczył złote medale na 100 m kraulem i w sztafecie 4 × 100 m stylem zmiennym.
Scholes odnosił także sukcesy na krótkim basenie (25 yd). Siedmiokrotnie był mistrzem Stanów Zjednoczonych na dystansie 100 yd stylem dowolnym.
W 1980 roku został wprowadzony do International Swimming Hall of Fame.